# Katalanische Pianistenschule
Unter der Bezeichnung Katalanische Pianistenschule (katalanisch: Escola catalana de piano) wird eine Gruppe katalanischer Pianisten und Komponisten zusammengefasst, deren Gemeinsamkeit darin zu sehen ist, dass ihre professionelle Ausbildung und Karriere überwiegend in der Zeit zwischen dem Ende des 19. und dem  Anfang des 20. Jahrhunderts in Barcelona erfolgte, und die zur Tradierung pädagogischer, instrumentaltechnischer und interpretatorischer Konzepte beitrugen, die insbesondere auf Enric (Enrique) Granados zurückzuführen sind.

## Geschichte
Die Katalanische Pianistenschule wurde Mitte des 19. Jahrhunderts durch den Liszt- und Zimmermann-Schüler Pere Tintorer durch seine Ausbildungstätigkeit am Conservatori del Liceu etabliert. Die Schule wurde von Tintorers Schüler Joan Baptista Pujol am Konservatorium von Barcelona weiter ausgebaut.
Enric Granados richtete im Jahr 1901 neben den beiden in Barcelona ansässigen Konservatorien ein privates Ausbildungszentrum für Pianisten in der Stadt ein, die sogenannte Acadèmia Granados, die nach seinem Tod im März 1916 von Frank Marshall (ab 1920 unter dem Namen Acadèmia Marshall) weiter geleitet wurde und in der Generationen von Pianisten bis heute lernen.

## Vertreter
Zu den herausragenden Vertretern der Katalanischen Pianistenschule gehörten die im Dezember 1983 bei einem Flugzeugunglück ums Leben gekommene Rosa Sabater, Alicia de Larrocha (1923–2009) und Enric Torra. Bedeutsame Vertreter waren auch Carles Vidiella (1856–1915), Joaquim Malats (1872–1912) und der Musikforscher und Vater der Schriftstellerin Anaïs Nin, Joaquim Nin (1878–1949) sowie der Pianist und Klavierlehrer Ricard Viñes aus Lleida. Zu dessen Schülern gehörte die Pianistin und Musikpädagogin Maria Canals, Gründerin und Namensgeberin des Internationalen Maria-Canals-Klavierwettbewerb in Barcelona. Diese Klaviertradition wurde in den letzten Jahrzehnten von Miquel Farré, Leonora Milà, Albert G. Atenelle, Antoni Besses, Eulàlia Solé, Josep Colom, Àngel Soler, Ramon Coll, Jordi Camell und von den jungen Pianisten Alba Ventura, Daniel Ligorio, José Enrique Bagaria und Ignasi Cambra bis in die Gegenwart weitergeführt.

## Bedeutung und Kritik
Als eigentliche Besonderheit dieser Pianistenschule gilt die von Granados methodisch aufbereitete Auseinandersetzung mit den technischen und klanglichen Möglichkeiten der Klavierpedale, die aber im Vergleich zu anderen Klaviertraditionen kein ausreichend exklusives Merkmal ist, um daraus bereits die Existenz einer auch spieltechnisch eigenständigen und durch eine kontinuierliche Traditionslinie geprägten Katalanischen Pianistenschule ableiten zu können. So stellt der Begriff letztlich ein inhaltlich vages Konstrukt dar, das weniger darauf abzielt, eine bestimmte Schule, als vielmehr bestimmte Schüler einer Generation zwischen Spätromantik und Moderne zu einer Gruppe zusammenzufassen.

## Diskografie
- VAI Audio, 1992, VAIA/IPA 1001: The Catalan Piano Tradition. (CD mit historischen Klavieraufnahmen gespielt von Isaac Albeniz, Joaquin Malalts, Enrique Granados, Frank Marshall und der neunjährigen Alicia de Larrocha aus den Jahren von 1903 bis 1932)